# Nogometni Klub Olimpija Ljubljana (2005)
El Športno društvo Nogometni klub Olimpija Ljubljana (en español: Asociación Deportiva del Club de Fútbol Olimpija de Liubliana), o simplemente OLIMPIJA, es un club de fútbol profesional de Ljubljana, capital de Eslovenia. El equipo compite en la Prva SNL eslovena, la división de fútbol más importante del país.
Fundado el 2 de marzo de 2005 bajo el nombre de NK Bežigrad, el Olimpija comenzó a competir en la quinta división eslovena durante la temporada 2005-06 y logró la promoción en cuatro temporadas consecutivas, llegando a la primera división por primera vez en 2009 después de ganar la segunda liga eslovena 2008-09. Después de siete años en la división superior, el Olimpija ganó su primer trofeo importante cuando se coronaron campeones en la temporada 2015-16. Ganaron otro título de liga en la temporada 2017-18; durante la misma temporada, Olimpija también ganó la copa nacional, completando su primer doblete.
Originalmente, el club jugó en el Estadio Bežigrad y el Estadio ŽŠD Ljubljana durante la estancia del club en la segunda división y durante el primer año en la división superior. En 2010, se mudaron al Estadio Stožice con una capacidad de 16 038 espectadores. El club jugó su partido de apertura en el nuevo estadio el 22 de agosto de 2010, frente a 7 000 espectadores en un partido de liga contra Koper.
Los apodos de Olimpija son Zeleno-beli (Verdiblancos), refiriéndose a sus colores primarios, y Zmaji (dragones), refiriéndose al dragón que es un símbolo de Liubliana y está representado en el escudo de la ciudad y en el escudo del club.

## Historia

### Trayectoria histórica
Indicadas las categorías en los siguientes colores:
■ 1.er nivel
■ 2º nivel
■ 3.er nivel
■ 4º nivel
■ 5º nivel
Notas: (Estructura piramidal de ligas en Eslovenia)
Fue fundado el 2 de marzo del 2005 con el nombre Bežigrad. Asistido por leyendas del desaparecido Olimpija y otros jugadores del país, el club inició a competir en la liga más baja del fútbol en Eslovenia, la quinta división en su primer año de vida. Siendo promovido en años consecutivos, alcanzaron la 2. SNL y cambiaron su nombre por el de Olimpija Bežigrad.
Durante la temporada 2008/09, el equipo cambió otra vez de nombre por el de Olimpija Ljubljana mientras jugaba en la segunda división, siendo promovidos a Primera División, y eran apoyados por aficionados del desaparecido Olimpija, los Dragones Verdes.

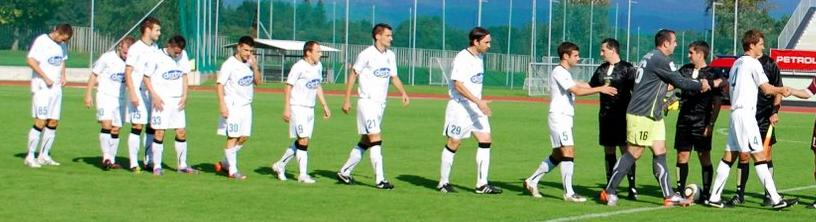
Olimpija en el año 2010

En su primera temporada en la Prva SNL, iniciaron lento y con problemas internos de equipo, pero al final terminaron en el cuarto lugar.

## Nombres Anteriores
- NK Bežigrad (2005–2007)
- NK Olimpija Bežigrad (2007–2008)
- NK Olimpija Ljubljana (2008–Act.)

## Rivalidad
Su principal rival es el NK Maribor, consecuencia de la continuación de la rivalidad con el difunto NK Olimpija Ljubljana, que desapareció en el 2004 y es considerada por tener como base la capital Ljubljana.
Los dos equipos representan las dos ciudades más grandes de Eslovenia, la capital, Ljubljana, y la segunda ciudad más grande, Maribor, y ambos equipos siempre tenían las mayores bases de aficionados del país. Tradicionalmente, Ljubljana representa la parte occidental y rica del país, mientras que Maribor es el centro de la parte más pobre del este. Además, Ljubljana siempre fue el centro cultural, educativo, económico y político del país y el Olimpija y sus seguidores fueron considerados como los representantes de la clase alta. Maribor, en cambio, era una de las ciudades más industrializadas de Yugoslavia y la mayoría de sus seguidores eran representantes de la clase obrera, lo que significa que la rivalidad tenía elementos de tensión política, social y cultural.

## Estadio
El estadio Stožice (en esloveno: Stadion Stožice) es un estadio multiusos ubicado en el distrito de Bežigrad de la ciudad de Liubliana, Eslovenia. Cuenta con capacidad máxima de 23 000 para eventos como conciertos, pero para fútbol la capacidad es para 16 038 espectadores, convirtiéndolo en el más grande del país. Tanto el club como la selección nacional de fútbol de Eslovenia juegan sus partidos de local allí.
El estadio fue inaugurado el 11 de agosto de 2010 con el partido amistoso de fútbol entre las selecciones de Eslovenia y Australia ante 16.155 espectadores - cifra récord para un partido de fútbol en Eslovenia.

## Entrenadores
| N.º  | Nombre                 | Periodo                                | Logros              |
| ---- | ---------------------- | -------------------------------------- | ------------------- |
| 1.º  | Primož Gliha           | 2005–07                                | 5. SNL, 4. SNL      |
| 2.º  | Janez Pate             | Julio de 2007 – junio de 2009          | 3. SNL, 2. SNL      |
| 3.º  | Branko Oblak           | Julio de 2009 – agosto de 2009         | /                   |
| 4.º  | Robert Pevnik          | Septiembre de 2009 – mayo de 2010      | /                   |
| 5.º  | Safet Hadžić           | Julio de 2010 – agosto de 2010         | /                   |
| 6.º  | Dušan Kosič            | Octubre de 2010 – diciembre de 2011    | /                   |
| 7.º  | Bojan Prašnikar        | Diciembre de 2011 – abril de 2012      | /                   |
| 8.º  | Ermin Šiljak           | abril de 2012 – agosto de 2012         | /                   |
| 9.º  | Andrej Razdrh          | agosto de 2012 – octubre de 2013       | /                   |
| 10.º | Milorad Kosanović      | Octubre de 2013 – abril de 2014        | /                   |
| 11.º | Darko Karapetrovič     | Abril de 2014 – mayo de 2015           | /                   |
| 12.º | Marijan Pušnik         | Junio de 2015 – diciembre de 2015      | /                   |
| 13.º | Marko Nikolić          | Enero de 2016 – abril de 2016          | /                   |
| 14.º | Rodolfo Vanoli         | Abril de 2016 – agosto de 2016         | Prva SNL            |
| 15.º | Luka Elsner            | Septiembre de 2016 – marzo de 2017     | /                   |
| 16.º | Marijan Pušnik         | Marzo de 2017 – abril de 2017          | /                   |
| 17.º | Safet Hadžić           | Abril de 2017 – junio de 2017          | /                   |
| 18.º | Igor Bišćan            | Junio de 2017 – junio de 2018          | Prva SNL, Pokal NZS |
| 19.º | Ilija Stolica          | Junio de 2018 – julio de 2018          | /                   |
| 20.º | Aleksandar Linta       | julio de 2018 – agosto de 2018         | /                   |
| 21.º | Safet Hadžić           | agosto de 2018 – septiembre de 2018    | /                   |
| 22.º | Zoran Barisic          | Septiembre de 2018 – diciembre de 2018 | /                   |
| 23.º | Robert Pevnik          | Enero de 2019 – abril de 2019          | /                   |
| 24.º | Safet Hadžić           | Abril de 2019 – junio de 2020          | Pokal NZS           |
| 25.º | Dino Skender           | Junio de 2020 – enero de 2021          | /                   |
| 26.º | Goran Stankovic        | Enero de 2021 – junio de 2021          | Pokal NZS           |
| 27.º | Savo Milošević         | Junio de 2021 – octubre de 2021        | /                   |
| 28.º | Dino Skender           | Octubre de 2021 – marzo de 2022        | /                   |
| 29.º | Robert Prosinečki      | Marzo de 2022 – junio de 2022          | /                   |
| 30.º | Albert Riera Ortega    | Julio de 2022 – mayo 2023              | Prva SNL            |
| 31.º | João Henriques         | Julio de 2023 – octubre de 2023        | /                   |
| 32.º | Zoran Zeljković        | Octubre de 2023 – mayo de 2024         | /                   |
| 33.º | Víctor Sánchez del Amo | junio de 2024 – junio de 2025          | Prva SNL            |
| 34.° | Jorge Simão            | julio de 2025 – agosto de 2025         | /                   |
| 35.° | Erwin van de Looi      | agosto de 2025 – presente              | /                   |

## Palmarés

### Torneos nacionales
Ligas nacionales: 4
- Prva SNL: 4

2015-16, 2017-18, 2022-23, 2024-25
- 2. SNL: 1

2008–09
- 3. SNL: 1

2007–08
- 4. SNL: 1

2006–07
- 5. SNL

2005–06
Copas nacionales: 4
- Copa de Eslovenia (Pokal NZS): 4

2017-18, 2018-19, 2020-21, 2022-23

## Participación en competiciones de la UEFA
| Competicion UEFA | Competicion UEFA         | Competicion UEFA | Competicion UEFA       | Competicion UEFA | Competicion UEFA | Competicion UEFA |
| Temporada        | Torneo                   | Ronda            | Club                   | Local            | Visitante        | Global           |
| ---------------- | ------------------------ | ---------------- | ---------------------- | ---------------- | ---------------- | ---------------- |
| 2010–11          | UEFA Europa League       | Clasificatoria 1 | NK Široki Brijeg       | 0–2              | 0–3              | 0–5              |
| 2011–12          | UEFA Europa League       | Clasificatoria 1 | NK Široki Brijeg       | 3–0              | 0–0              | 3–0              |
| 2011–12          | UEFA Europa League       | Clasificatoria 2 | Bohemian FC            | 2–0              | 1–1              | 3–1              |
| 2011–12          | UEFA Europa League       | Clasificatoria 3 | FK Austria Viena       | 1–1              | 2–3              | 3–4              |
| 2012–13          | UEFA Europa League       | Clasificatoria 1 | Jeunesse Esch          | 3–0              | 3–0              | 6–0              |
| 2012–13          | UEFA Europa League       | Clasificatoria 2 | Tromsø IL              | 0–0              | 0–1 (t.e.)       | 0–1              |
| 2012–13          | UEFA Europa League       | Clasificatoria 2 | MŠK Žilina             | 3–1              | 0–2              | 3–3              |
| 2016–17          | UEFA Champions League    | Clasificatoria 2 | FK AS Trenčín          | 3–4              | 3–2              | 6–6 (a)          |
| 2017–18          | UEFA Europa League       | Clasificatoria 1 | VPS Vaasa              | 0-1              | 0-1              | 0-2              |
| 2018–19          | UEFA Champions League    | Clasificatoria 1 | Qarabağ FK             | 0–1              | 0–0              | 0–1              |
| 2018–19          | UEFA Europa League       | Clasificatoria 2 | Crusaders FC           | 5–1              | 1–1              | 6–2              |
| 2018–19          | UEFA Europa League       | Clsaificatoria 3 | HJK Helsinki           | 3–0              | 4–1              | 7–1              |
| 2018–19          | UEFA Europa League       | Play-Off         | FC Spartak Trnava      | 0–2              | 1–1              | 1–3              |
| 2019–20          | UEFA Europa League       | Clasificatoria 1 | FK RFS                 | 2–3              | 2–0              | 4–3              |
| 2019–20          | UEFA Europa League       | Clasificatoria 2 | Yeni Malatyaspor       | 0–1              | 2–2              | 2–3              |
| 2020–21          | UEFA Europa League       | Clasificatoria 1 | Víkingur Reykjavík     | 2–1              | –                | 2–1 (t. s.)      |
| 2020–21          | UEFA Europa League       | Clasificatoria 2 | HŠK Zrinjski Mostar    | 2–3              | –                | 2–3 (t. s.)      |
| 2021–22          | Europa Conference League | Clasificatoria 2 | Birkirkara FC          | 1–0              | 0–1              | 1–1 (5:4 pen.)   |
| 2021–22          | Europa Conference League | Clasificatoria 3 | CD Santa Clara         | 0–1              | 0–2              | 0–3              |
| 2022–23          | Europa Conference League | Clasificatoria 1 | FC Differdange 03      | 2–0              | 1–3              | 3-3 (2:4 pen.)   |
| 2023-24          | UEFA Champions League    | Clasificatoria 1 | Valmiera FC            | 2-1              | 2-1              | 4-2              |
| 2023-24          | UEFA Champions League    | Clasificatoria 2 | PFC Ludogorets Razgrad | 2–1              | 1–1              | 3–2              |
| 2023-24          | UEFA Champions League    | Clasificatoria 3 | Galatasaray SK         | 0-3              | 0-1              | 0-4              |
| 2023-24          | UEFA Europa League       | Play-Off         | Qarabağ FK             | 0–2              | 1–1              | 1–3              |
| 2023-24          | Europa Conference League | Fase de grupos   | Lille Olympique SC     | 0–2              | 0–2              | 3º Lugar         |
| 2023-24          | Europa Conference League | Fase de grupos   | ŠK Slovan Bratislava   | 0-1              | 2–1              | 3º Lugar         |
| 2023-24          | Europa Conference League | Fase de grupos   | KÍ Klaksvik            | 2–0              | 0-3              | 3º Lugar         |
| 2024-25          | Europa Conference League | Clasificatoria 2 | Polissya Zhytomyr      | 2-0              | 2-1              | 4-1              |
| 2024-25          | Europa Conference League | Clasificatoria 3 | FC Sheriff Tiraspol    | 3-0              | 1-0              | 4-0              |
| 2024-25          | Europa Conference League | Play-Off         | HNK Rijeka             | 5-0              | 1-1              | 6-1              |
| 2024-25          | Europa Conference League | Fase Liga        | FC Heidenheim          |                  | 1-2              |                  |
| 2024-25          | Europa Conference League | Fase Liga        | LASK                   | 2-0              |                  |                  |
| 2024-25          | Europa Conference League | Fase Liga        | HJK Helsinki           |                  |                  |                  |
| 2024-25          | Europa Conference League | Fase Liga        | Larne FC               |                  |                  |                  |
| 2024-25          | Europa Conference League | Fase Liga        | Cercle Brugge          |                  |                  |                  |
| 2024-25          | Europa Conference League | Fase Liga        | Jagiellonia Białystok  |                  |                  |                  |

### Récord europeo
Actualizado hasta el último partido disputado contra el F. C. Kairat Almaty.
| Torneos de la UEFA     | Torneos de la UEFA | Torneos de la UEFA | Torneos de la UEFA | Torneos de la UEFA | Torneos de la UEFA | Torneos de la UEFA | Torneos de la UEFA | Torneos de la UEFA    | Torneos de la UEFA |
| Torneo                 | Temp.              | P.G.               | P.E.               | P.P.               | G.F.               | G.C.               | D.G.               | Mejor clasificación   | Última aparición   |
| ---------------------- | ------------------ | ------------------ | ------------------ | ------------------ | ------------------ | ------------------ | ------------------ | --------------------- | ------------------ |
| UEFA Champions League  | 6                  | 4                  | 3                  | 5                  | 14                 | 17                 | -3                 | Clasificactoria 3     | 2025-26            |
| UEFA Europa League     | 27                 | 9                  | 8                  | 11                 | 39                 | 31                 | +8                 | Play-Off              | 2023-24            |
| UEFA Conference League | 4                  | 10                 | 4                  | 6                  | 33                 | 18                 | +15                | Play-Off (Fase final) | 2024-25            |
| Total                  | 37                 | 23                 | 15                 | 22                 | 86                 | 66                 | +20                |                       |                    |